# Generalitat de Catalunya
Generalitat de Catalunya ("Cataloniens regering") er en myndighed, som styrer den spanske autonome enhed Catalonien. Den består af et parlament, en præsident og en regering. Generalitat de Catalunya blev oprettet i sin nuværende form i Spansk Catalonien under den anden spanske republik med Francesc Macià som præsident. Macià døde i 1933, og Lluís Companys blev den næste præsident.
Generalitat de Catalunya holder til i Palau de la Generalitat på plaça de Sant Jaume i Barcelona.
- Palau de la Generalitat de Catalunya
- Interior
- Pati dels Tarongers